# Cirolana sulcata
Cirolana sulcata är en kräftdjursart som beskrevs av Hansen 1890. Cirolana sulcata ingår i släktet Cirolana och familjen Cirolanidae. Inga underarter finns listade i Catalogue of Life.